# Aussonderungsaxiom
Das Aussonderungsaxiom stammt aus der Zermelo-Mengenlehre von 1907 und ist daher auch Bestandteil der erweiterten, heute maßgeblichen Zermelo-Fraenkel-Mengenlehre ZF. Es besagt informell, dass alle Teilklassen von Mengen ebenfalls Mengen sind. In der prädikatenlogischen Sprache wird das Aussonderungsaxiom präzisiert als Axiomenschema, das unendlich viele Axiome umfasst; daher wird es heute auch oft als Aussonderungsschema bezeichnet.

## Präzisierung
Aussonderungsaxiom für jedes Prädikat {\displaystyle P(x)}, in dem die Variable {\displaystyle M} nicht vorkommt:
{\displaystyle \forall A\colon \exists M\colon \forall x\colon (x\in M\iff x\in A\land P(x))}
Verbalisierung und Schreibweise:
Zu jeder Menge {\displaystyle A} existiert eine Menge, die genau die Elemente {\displaystyle x} aus {\displaystyle A} enthält, für die {\displaystyle P(x)} gilt. Aufgrund des Extensionalitätsaxioms ist diese Menge eindeutig bestimmt und wird als {\displaystyle \{x\in A\mid P(x)\}} notiert.

## Bedeutung
Zermelo führte in der Mengenlehre das Aussonderungsaxiom ein, weil das in der naiven Mengenlehre des ausgehenden 19. Jahrhunderts übliche Axiom, dass jede Klasse {\displaystyle \{x\mid P(x)\}} eine Menge ist, die Russellsche Antinomie erzeugt. Russell übernahm jedoch dieses naive Komprehensionsaxiom in seine Logik und war daher gezwungen, in seiner Typentheorie zur Vermeidung des Widerspruchs die Syntax der zulässigen Prädikate stark einzuschränken. Im Gegensatz zu Russell nahm Zermelo keine Einschränkungen der Syntax vor, sondern zeigte mit seinem Aussonderungsaxiom, das die Komprehension stark abschwächte, dass die in der Russellschen Antinomie widersprüchliche Klasse keine Menge mehr ist. Er erreichte auf diesem Weg eine wesentlich einfachere und leistungsfähigere Mengenlehre.
Abraham Fraenkel zeigte jedoch 1921, dass die Zermelo-Mengenlehre mit Aussonderungsaxiom zu schwach war, um die Mengenlehre Georg Cantors abzuleiten, und ergänzte aus diesem Grund ein stärkeres Ersetzungsaxiom, das die Lücke füllte. Dieses Axiom integrierte Zermelo 1930 in sein ZF-System und bemerkte dazu, dass aus ihm das Aussonderungsaxiom ableitbar ist, so dass es im ZF-System entbehrlich ist. Man erhält nämlich die Aussonderungsmenge {\displaystyle \{x\in A\mid P(x)\}} offenbar als {\displaystyle \{y\mid \exists x\in A\colon P(x)\land x=y\}} per Ersetzungsaxiom.